# 투원 신카파
투원 신카파(하우사어: tuwon shinkafa)는 나이지리아와 니제르를 비롯한 서아프리카 지역의 스왈로이다. 쌀로 만든 투워로, 대표적인 하우사 요리이며, 나이지리아의 국민 음식 가운데 하나로 여겨진다.

## 이름
하우사어 "투원 신카파(tuwon shinkafa)"는 "스왈로"를 뜻하는 명사 "투워(tuwo)"에 복합명사를 만드는 접사 "-ㄴ(-n)"을 붙이고 "쌀"을 뜻하는 명사 "신카파(shinkafa)"를 연결한 말이다.

## 만들기
흰쌀을 물에 넣어 끓이다가, 잘 익으면 나무 막대기로 으깨서 스왈로 형태를 만들어 낸다.

## 사진

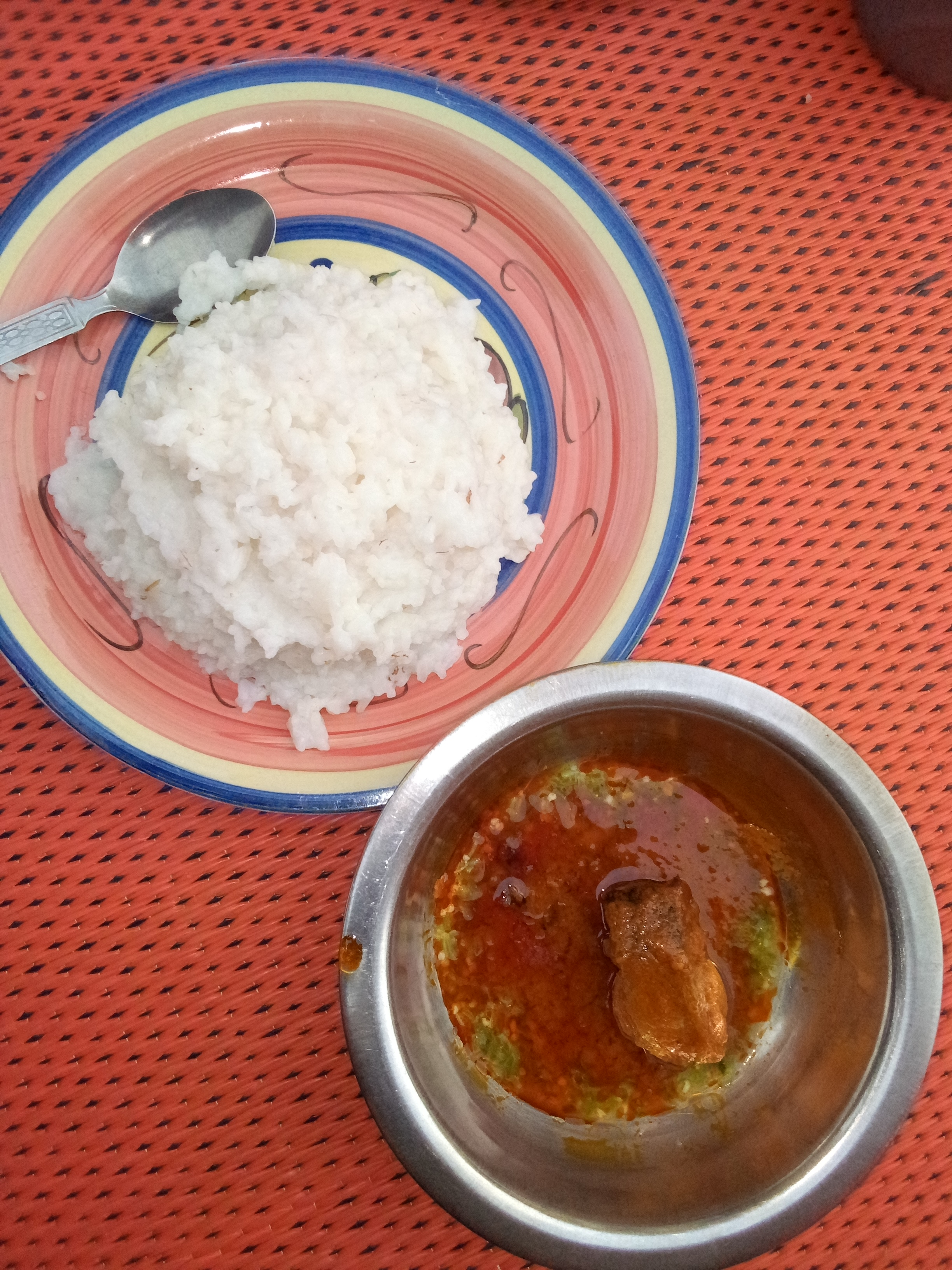
투원 신카파와 미야르 오카
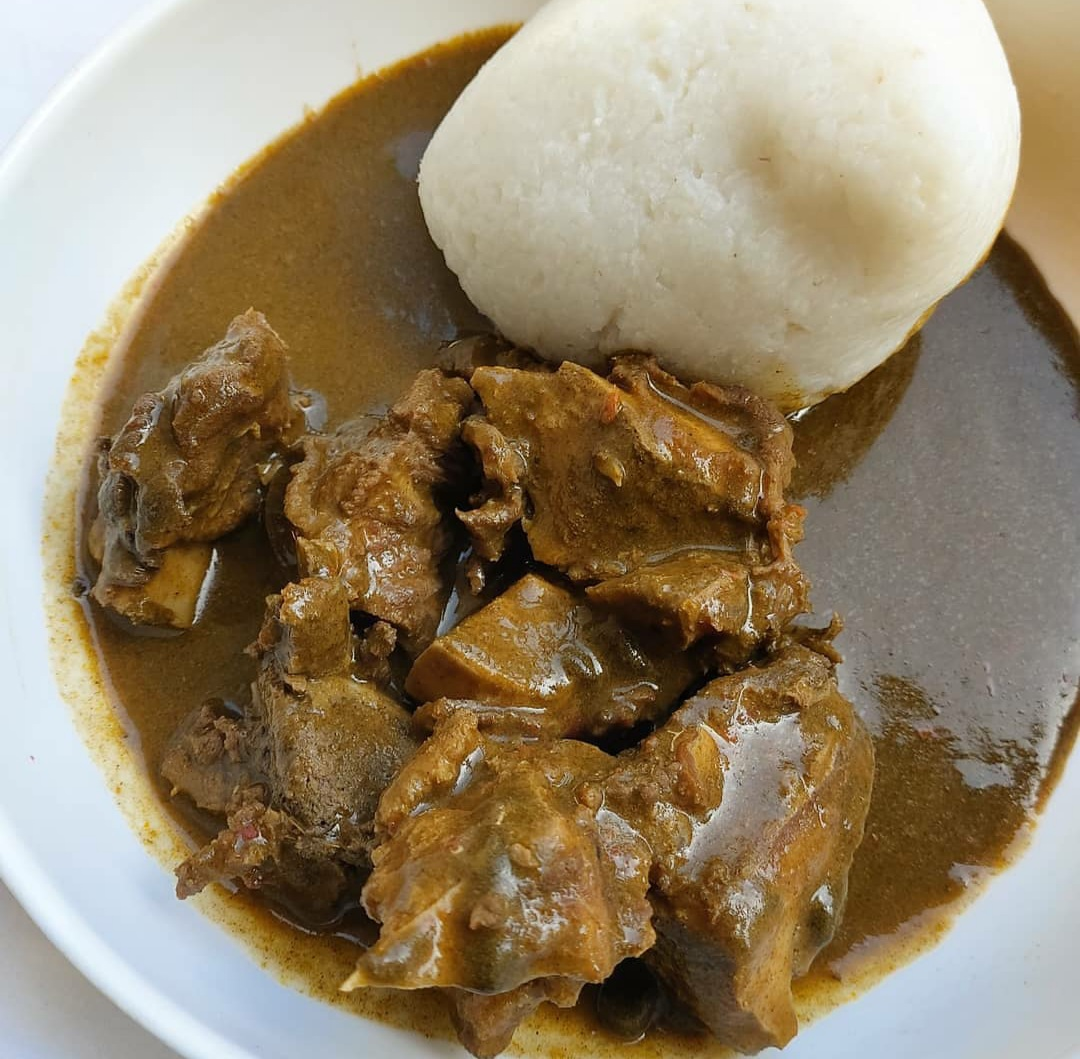
투원 신카파와 미야르 쿠카
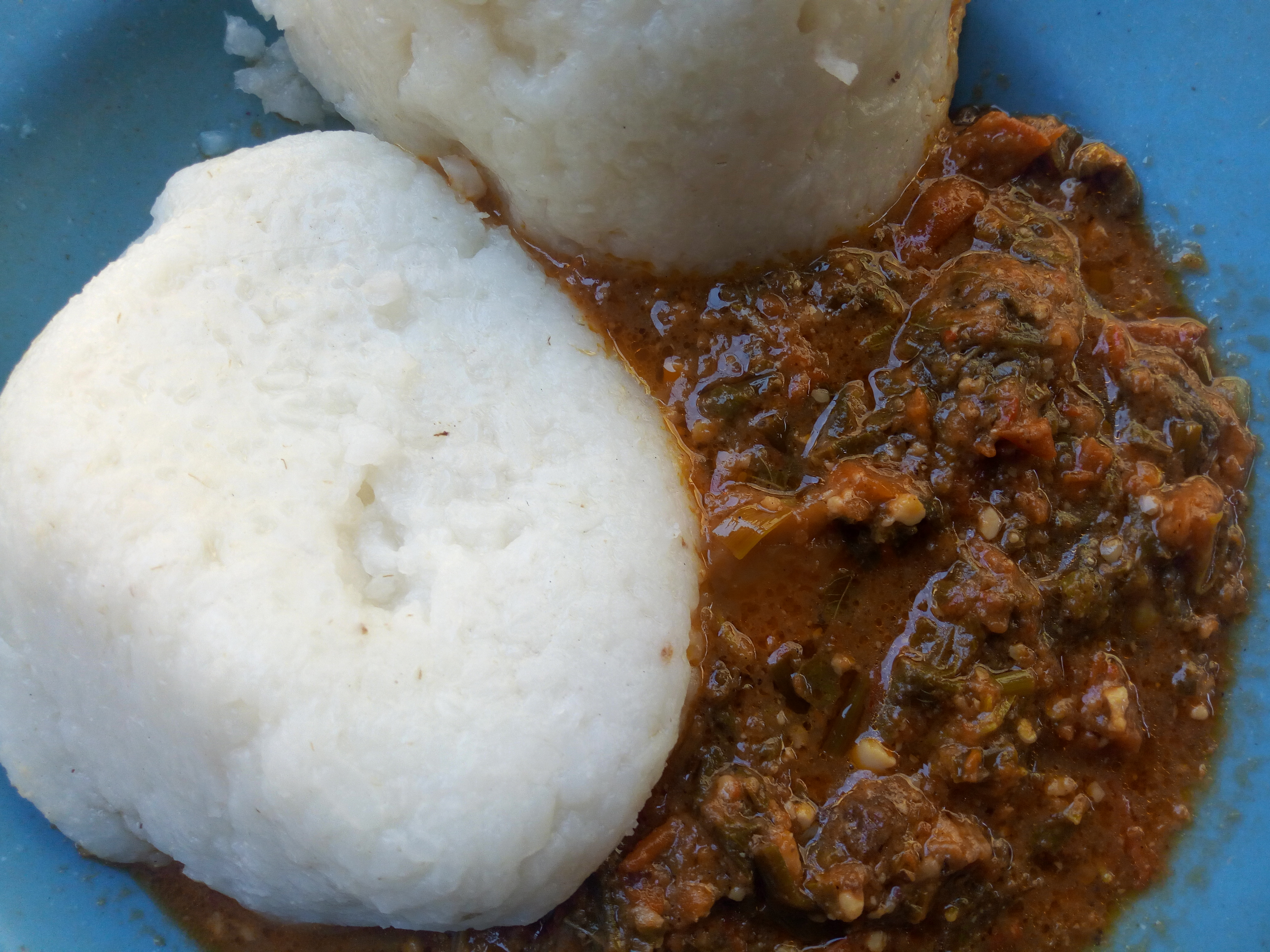
투원 신카파와 미야르 타우셰

## 같이 보기
- 투원 다와
- 투원 마사라
- 쌀밥